# 在宅ケア鍼灸マッサージ協会
一般社団法人在宅ケア鍼灸マッサージ協会（ざいたくケアしんきゅうマッサージきょうかい）は、三好直輝が設立した民間団体。2016年6月7日創立。事業は、鍼灸マッサージ治療の認知度の向上。養成講座修了者には公式認定資格「在宅ケア療法士」を与え、介護と医療の連携が行え、介護知識を有する施術者として、人材の育成を行っている。